# Castillo de Perputxent
El castillo de Perputxent está situado en el término municipal de Lorcha (Alicante) España, en las proximidades del núcleo urbano y en una situación estratégica desde donde se domina parte del curso del río Serpis. En realidad se trata de dos castillos construidos sobre el mismo emplazamiento

## Historia
La fortaleza, de origen musulmán, está fechada entre los siglos XII y XIII. Desde esta se controla el valle de Perputxent, en la época, una gran zona rica en alquerías, de economía basada en agricultura de regadío.
Este castillo, junto con otros de la comarca, fue un lugar importante en la resistencia y revueltas de Al-Azraq. El 4 de abril de 1244 se firmó el tratado del Pouet entre dicho caudillo musulmán y Alfonso, hijo de Jaime I, por el que Al-Azraq mantenía control de este y de otros castillos de la zona durante tres años.
La pasar a manos cristianas sufrió una gran remodelación con la construcción de nuevas torres que lo convirtió en un castillo feudal según los modelos de la época. El castillo cambió varias vueltas de propietario. El 18 de marzo de 1260 Jaime I cedió la villa y el castillo a Gil Garcés II de Azagra a cambio del castillo de Planes. El castillo y villa de Perpuchent salió a subasta el 12 de junio de 1273, en la localidad de Onteniente, y fue vendido a Ramón de Riusec, ciudadano de Valencia, por 70 000 sueldos. El 16 de enero de 1276 Ramón de Riusec permuta su señorío en Perputxent por el de Ribarroja al caballero Arnau de Romaní. Según el trabajo de Robert Ignatius Burns, El Reino de Valencia en el siglo XIII, iglesia y sociedad, este castillo y el valle de Perputxent, pertenecieron a la orden del Temple, pero, según el Centro de Estudios Contestanos (CEC) con el análisis y estudio de otras fuentes, entre otras, de las propiedades de los hospitalarios nunca fue así. Sino que el 9 de febrero de 1288 Berenger Arnau Llansol de Romaní, tercer señor de Romaní, donó el lugar de Perputxent a la orden del Hospital. Aunque en realidad no se trató de una donación sino de una venta. En 1316 la Orden del Hospital modifica la anterior carta puebla. El 13 de junio de dicho año el castellán de Amposta de la Orden del Hospital, fr. Martí Pérez d'Oros crea un nuevo establecimiento de las casas y rahales de los pobladores musulmanes. En 1319, después de dos años de administración real, paso a la propiedad de la recién creada orden de Montesa.
En el lugar donde se ubica el castillo, también se han encontrado restos de la Edad del Bronce y de la cultura íbera.

## Estado a principios delsigloXXI
A pesar de su estado de ruina, la fortaleza conserva su aspecto imponente. 

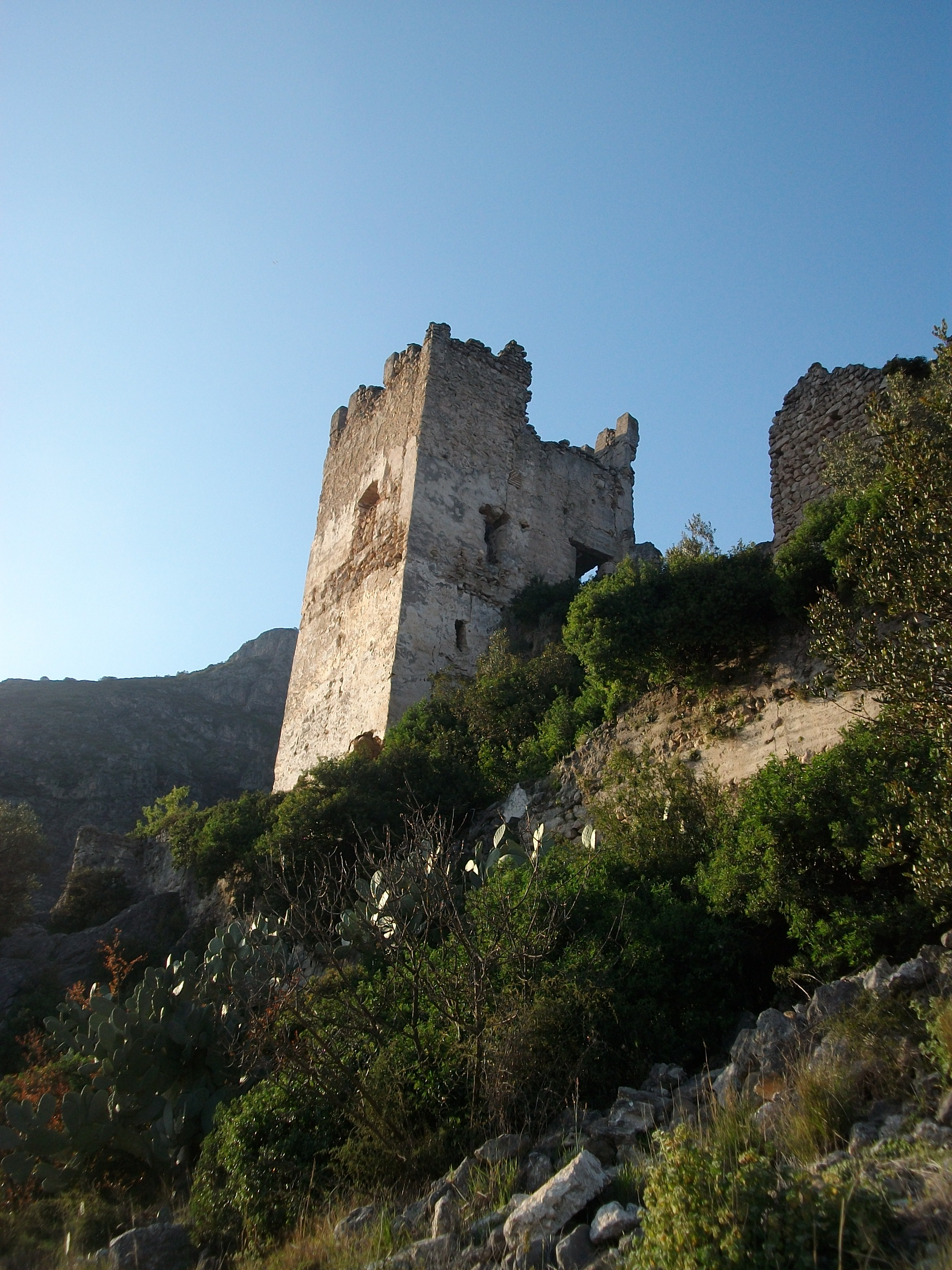
Torre del castillo

La fortificación presenta varios elementos defensivos situados en puntos estratégicos sobre la colina donde se ubica. Entre estos elementos, cabe destacar: un avantmuralla situado en la ladera este y sur, construido con tapial de mampostería; Otro muro de forma poligonal que protege la parte alta de la colina y deja una plataforma de 3000 m² ; y finalmente, en la vertiente norte, hay una muralla sin torre, con algunas almenas.
La fortaleza, en sí, está compuesta de un conjunto de muros rectilíneos con torres de planta cuadrada dispuestas regularmente. En el extremo este, hay varios vestigios de planta rectangular y un aljibe, donde probablemente se encontraba la zona habitable en época musulmana.
La fortaleza cristiana se sitúa justo en el extremo opuesto, al oeste. Su distribución, más compleja, dispone de tres torres en un esquema de L. La torre del oeste, la mejor conservada de todo el conjunto, es la torre del homenaje. Se eleva 20 m de altura y tres niveles de habitación, construida directamente sobre la roca de la colina con tapia de mampostería.
Entre la torre de homenaje y la torre sur, se encontraba una gran residencia señorial con también tres niveles habitables. Sólo se conservan las paredes laterales.
El 4 de noviembre de 2009, pasó a manos públicas gracias a su compra por la Diputación de Alicante.